# Ferrocarril en Italia

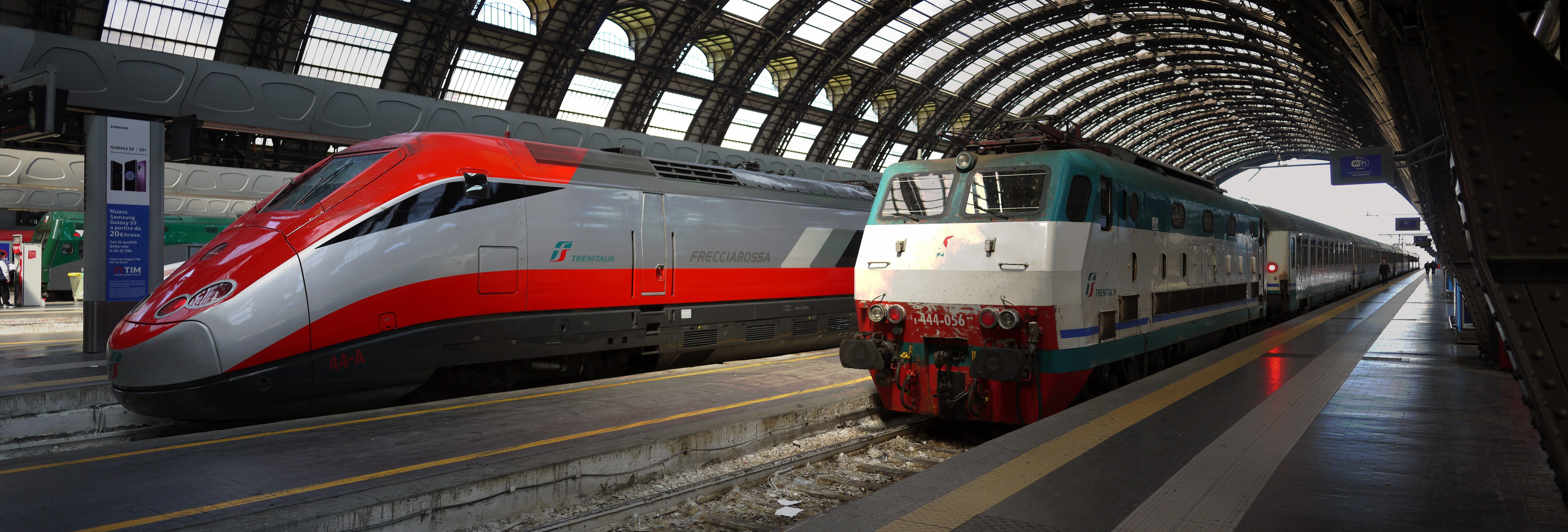
Un tren de alta velocidad Frecciarossa junto a un viejo E.444R en la estación de Milán Central.

El sistema ferroviario italiano es una de las partes más importantes de la infraestructura de Italia, con una longitud total de 24.567 km, de los cuales las líneas activas son 16.832 km. La red ha crecido recientemente con la construcción de la nueva red ferroviaria de alta velocidad. Italia es miembro de la Unión Internacional de Ferrocarriles (UIC). El código de país de la UIC para Italia es el 83.

## La red

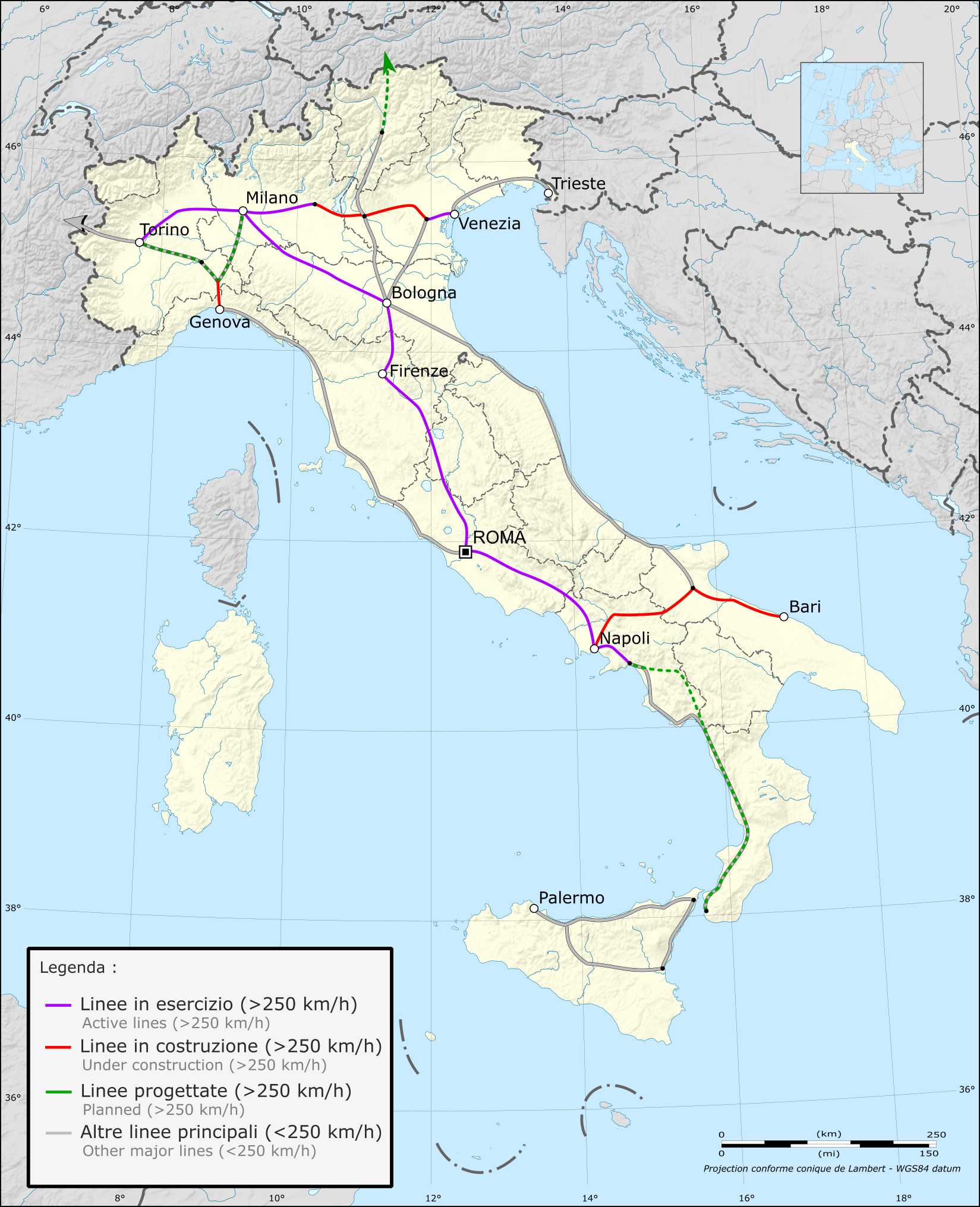
Mapa de la red ferroviaria de alta velocidad italiana.

RFI (Rete Ferroviaria Italiana, Red Ferroviaria Italiana) es el gestor de infraestructuras de propiedad estatal que administra la mayor parte de la infraestructura ferroviaria italiana. La longitud total de las líneas activas de RFI es de 16.832 km, de los cuales 7.734 km son de doble vía. Las líneas se dividen en 3 categorías:
- Líneas fundamentales (fondamentali), que tienen un gran tráfico y una buena calidad de infraestructura, comprenden todas las líneas principales entre las mayores ciudades del país. Las líneas fundamentales tienen una longitud de 6.460 km.
- Líneas complementarias (complementari), que tienen menos tráfico y son responsables de conectar centros regionales medianos o pequeños. La mayoría de estas líneas son de vía única y algunas no están electrificadas.
- Líneas de nodo (di nodo), que unen líneas complementarias y fundamentales cerca de las áreas metropolitanas por un total de 950 km.[1]

La mayor parte de la red italiana está electrificada (11.921 km). El sistema eléctrico es de 3 kV DC en las líneas convencionales y 25 kV AC en las líneas de alta velocidad.
La red ferroviaria italiana comprende también otras líneas regionales menores controladas por otras empresas, como Ferrovie Emilia Romagna y Ferrovie del Sud Est, por un total de unos 3.000 km.[cita requerida]

## Historia

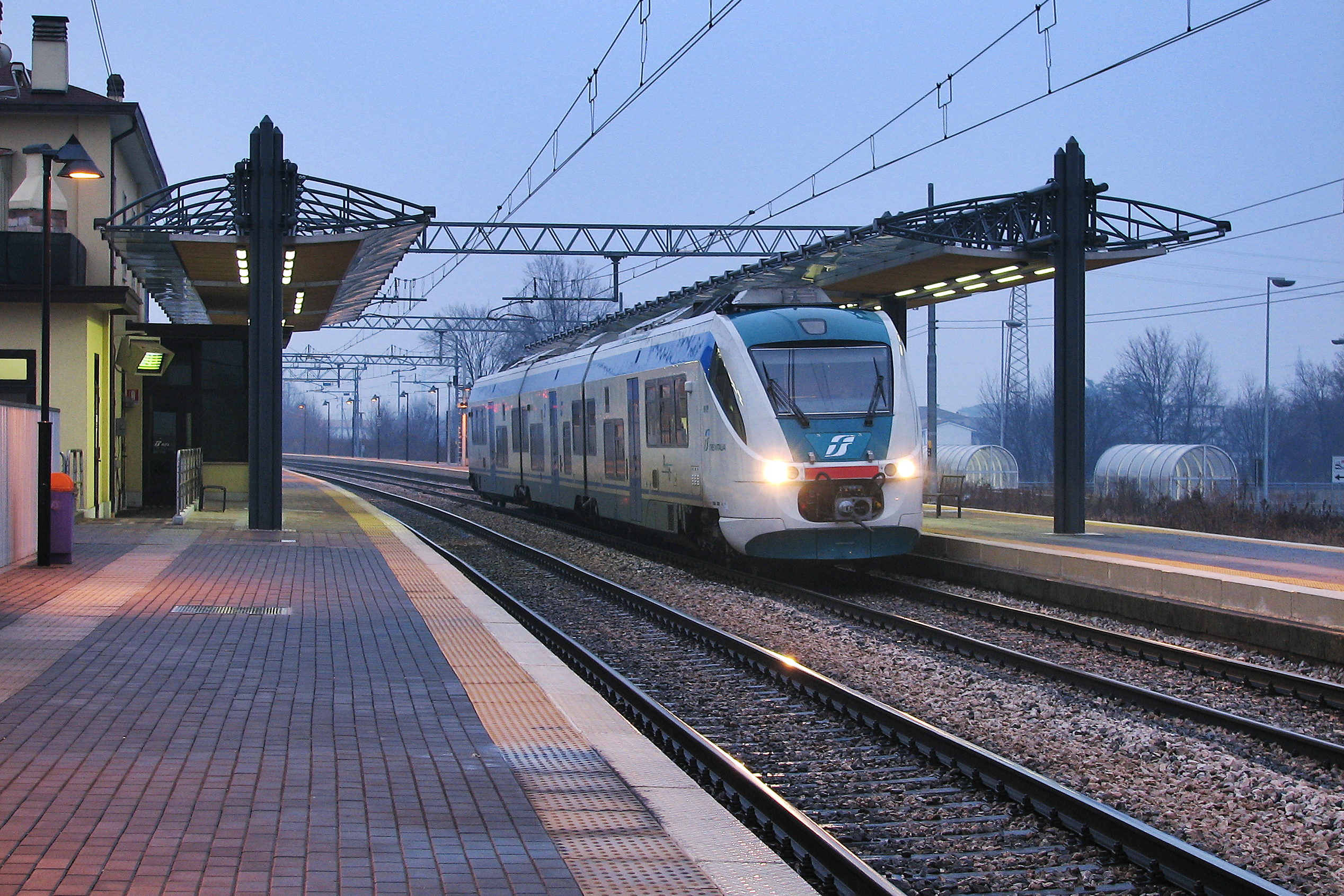
Un tren local italiano Minuetto.

El primer ferrocarril en Italia fue la línea Nápoles-Portici, construida en 1839 para conectar el Palacio Real de Nápoles con la costa. Después de la creación del Reino de Italia en 1861, se inició un proyecto para construir una red desde los Alpes hasta Sicilia, con el fin de conectar el país.
El primer tren de alta velocidad fue el ETR 200 italiano, que en julio de 1939 fue de Milán a Florencia a 165 km/h, con una velocidad máxima de 203 km/h. Con este servicio, el ferrocarril fue capaz de competir con los nuevos aviones. La Segunda Guerra Mundial detuvo estos servicios.
Después de la Segunda Guerra Mundial, Italia comenzó a reparar los ferrocarriles dañados, y construyó casi 20.000 km de nuevas vías.
Hoy en día las vías férreas y la infraestructura están gestionadas por Rete Ferroviaria Italiana (RFI), mientras que los trenes y el apartado de pasajeros están gestionados en su mayor parte por Trenitalia. Ambas son filiales de Ferrovie dello Stato (FS), que en el pasado fue el único operador de trenes en Italia.

### Trenes de alta velocidad

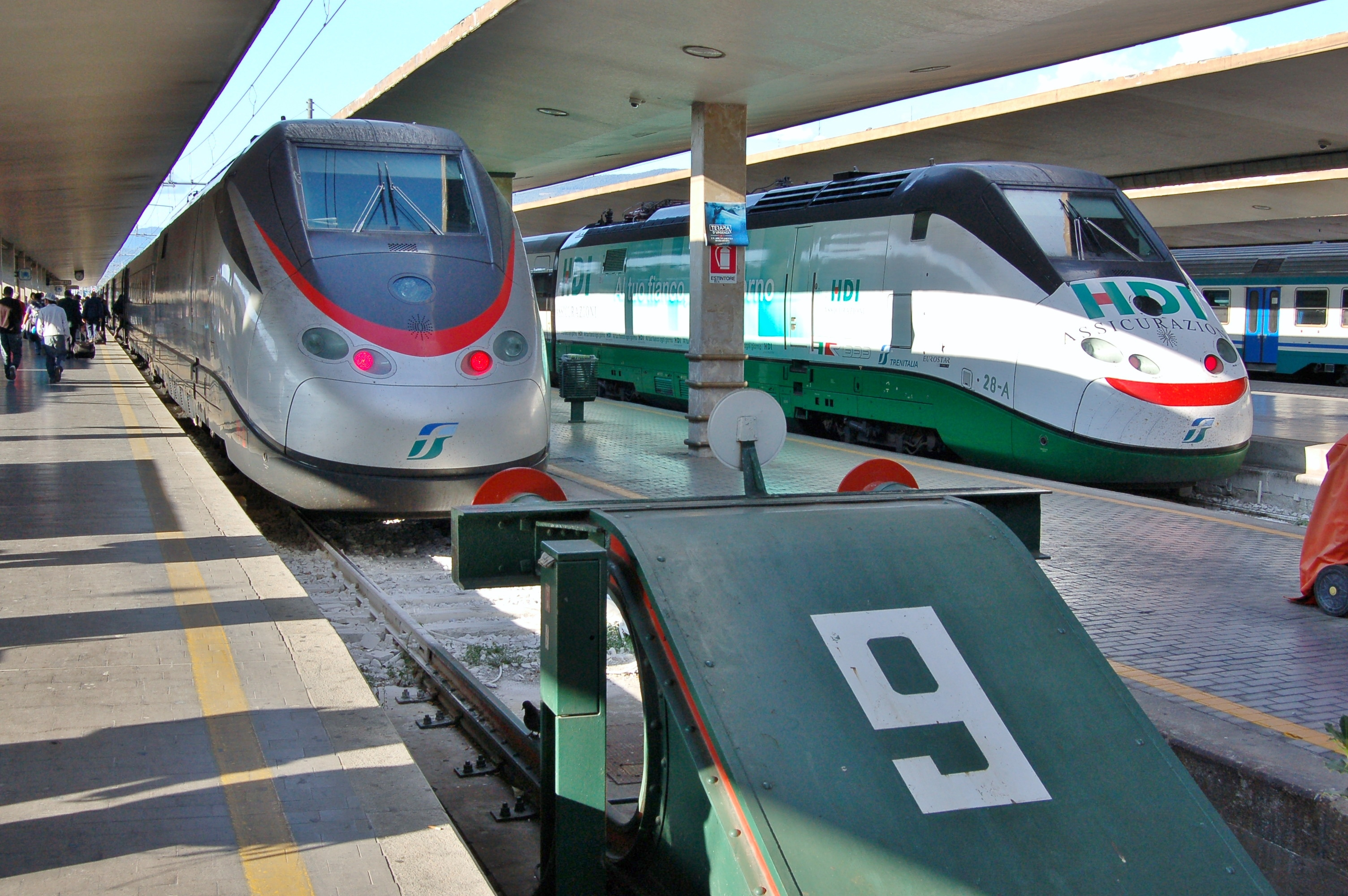
FS ETR 500 en la estación de Firenze S.M.N.

Los trenes de alta velocidad se desarrollaron durante la década de 1960. Las locomotoras E444 fueron las primeras locomotoras estándar capaces de alcanzar una velocidad máxima de 200 km/h, mientras que una unidad eléctrica múltiple (EMU) ALe 601 alcanzó una velocidad de 240 km/h durante una prueba. Otras EMUs, como la ETR 220, la ETR 250 y la ETR 300, también fueron mejoradas para alcanzar velocidades de hasta 200 km/h. Los sistemas de frenado de los vagones se actualizaron para adaptarse al aumento de la velocidad de viaje.
El 25 de junio de 1970 se iniciaron las obras de la Roma-Florencia Direttissima, la primera línea de alta velocidad de Italia. Incluía el puente de 5.375 kilómetros de longitud sobre el río Paglia, entonces el más largo de Europa. Las obras se completaron a principios de los años 90.
En 1975, se lanzó un programa para una amplia actualización del material rodante. Sin embargo, como se decidió hacer más hincapié en el tráfico local, esto provocó un desvío de los recursos de los proyectos de alta velocidad en curso, con su consiguiente ralentización o, en algunos casos, abandono total. Por esto, se adquirieron 160 locomotoras eléctricas E.656 y 35 locomotoras D.345 para el tráfico de corto y medio recorrido, junto con 80 EMU de la clase ALe 801/940, 120 vagones diésel ALn 668. También se encargaron unos 1.000 vagones de pasajeros y 7.000 de carga.
En la década de 1990 se inició el proyecto Treno Alta Velocità (TAV), que consistía en la construcción de una nueva red de alta velocidad en las rutas Milán - (Bolonia-Florencia-Roma-Nápoles) - Salerno, Turín - (Milán-Verona-Venecia) - Trieste y Milán-Génova. La mayoría de las líneas previstas ya han sido abiertas, mientras que los enlaces internacionales con Francia, Suiza, Austria y Eslovenia están en marcha.
La mayor parte de la línea Roma-Nápoles se inauguró en diciembre de 2005, la línea Turín-Milán se inauguró parcialmente en febrero de 2006 y la línea Milán-Bolonia se inauguró en diciembre de 2008. Los tramos restantes de las líneas Roma-Nápoles y Turín-Milán y la línea Bolonia-Florencia se terminaron en diciembre de 2009. Todas estas líneas están diseñadas para velocidades de hasta 300 km/h.
Otras líneas de alta velocidad propuestas son la de Salerno-Reggio Calabria, conectada luego con Sicilia por el futuro puente del Estrecho de Mesina, y la de Nápoles-Bari.

## Enlaces ferroviarios con países adyacentes
Todos los enlaces tienen el mismo ancho de vía.
- Austria  — cambio de voltaje 3 kV DC/15 kV AC
- France — cambio de voltaje 3 kV DC/25 kV AC o 1,5 kV DC
- Slovenia — mismo voltaje
- Switzerland — cambio de voltaje 3 kV DC/15 kV AC (más dos líneas de calibre estrecho, mismo voltaje)
- Ciudad del Vaticano — desde la estación de trenes de Roma San Pietro, los trenes a Ciudad del Vaticano deben ser transportados con una locomotora diésel
- San Marino — cerrado, de vía estrecha

Las estaciones en la frontera son:[cita requerida]
- Ventimiglia es la estación fronteriza de la línea principal Génova-Niza.
- Modane es la estación fronteriza de la línea principal Turín-Lyon (línea del Túnel Fréjus).
- Domodossola es la estación fronteriza de la línea principal Milán-Berna/Ginebra (línea del Túnel del Simplon).
- Luino es la estación fronteriza del ferrocarril Oleggio-Pino.
- Chiasso es la estación fronteriza de la línea principal Milán-Zúrich (línea del túnel de San Gotardo).
- Tirano es la terminal en el lado italiano de la línea del Bernina de 1.000 mm del Ferrocarril Rético.
- Brenner es la estación fronteriza de la línea principal Verona - Innsbruck (ferrocarril del Brenner).
- San Cándido es la estación fronteriza de la línea secundaria Fortezza-Lienz.
- Tarvisio Boscoverde es la estación fronteriza de la línea principal Venecia-Viena (línea ferroviaria austriaca del sur).
- La estación de Gorizia Centrale sirve de enlace con los Ferrocarriles Eslovenos, a través de la estación de Nova Gorica, a la que también pueden acceder directamente los peatones del lado italiano.
- La estación de Villa Opicina (Villa Opicina, Trieste) sirve de enlace con los Ferrocarriles Eslovenos, a través de las estaciones de Sežana y Monrupino.

## Subsidios
Los ferrocarriles italianos están parcialmente financiados por el estado, y recibieron 8.100 millones de euros de subsidios ferroviarios en 2009.

## Categorías y tipos de trenes
Estas son las principales categorías de servicio y modelos de trenes italianos.

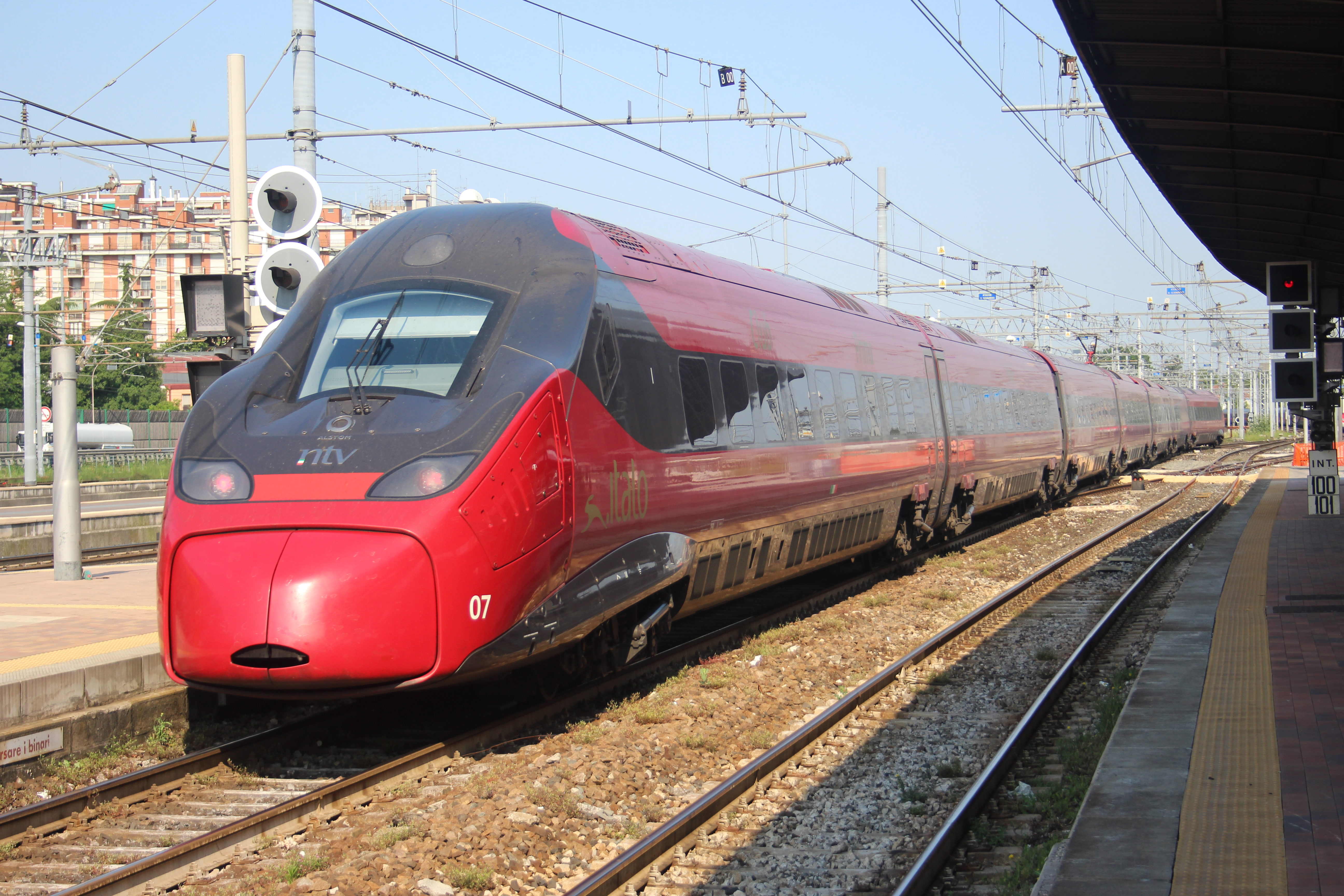
Italo opera en las principales líneas de alta velocidad de NTV. Hace algunas paradas en las ciudades más importantes.
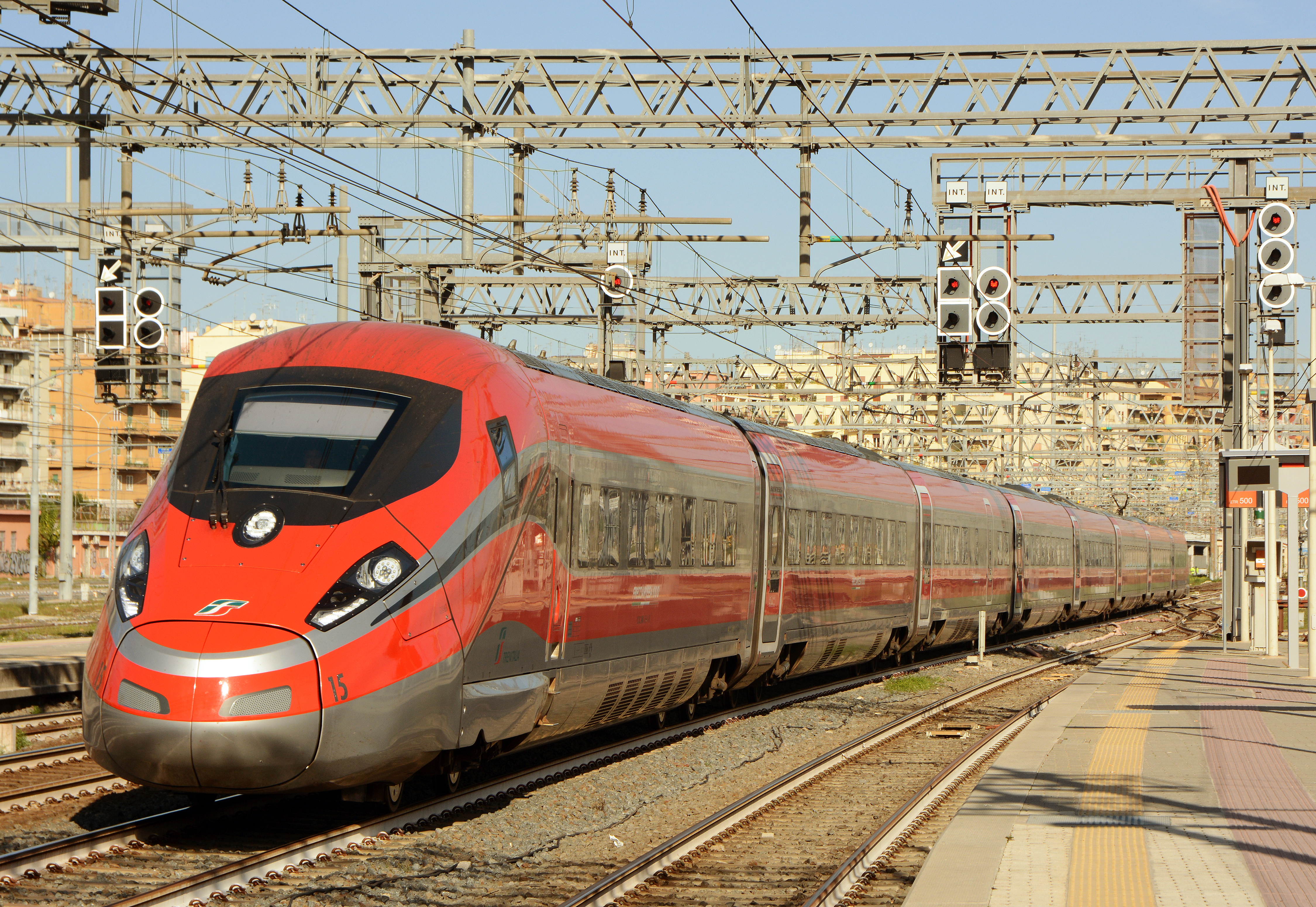
Frecciarossa opera en las líneas de alta velocidad de Trenitalia. Hace algunas paradas en las principales ciudades.
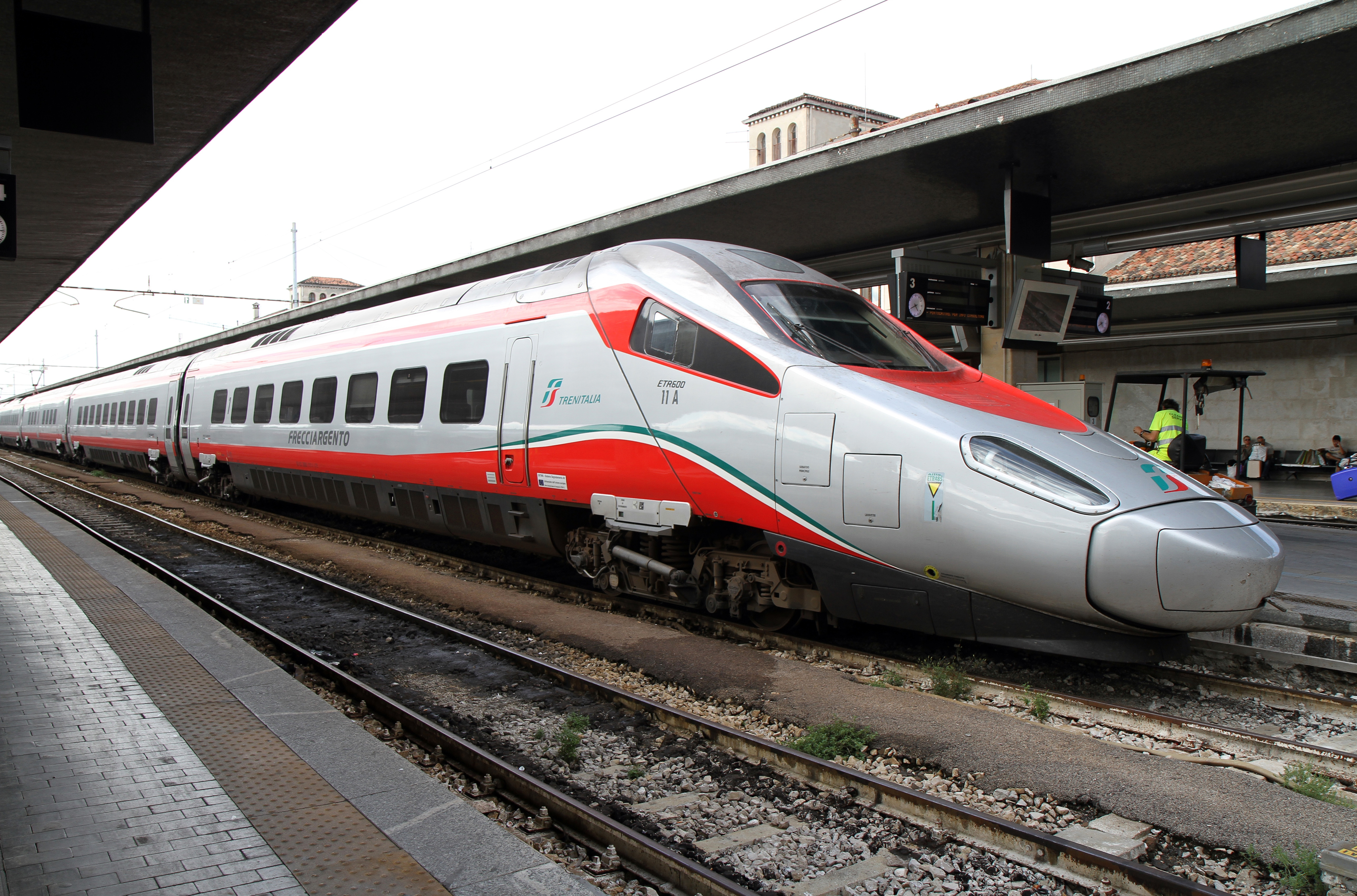
Frecciargento opera en líneas de alta velocidad de Trenitalia. Hace algunas paradas en las grandes ciudades.
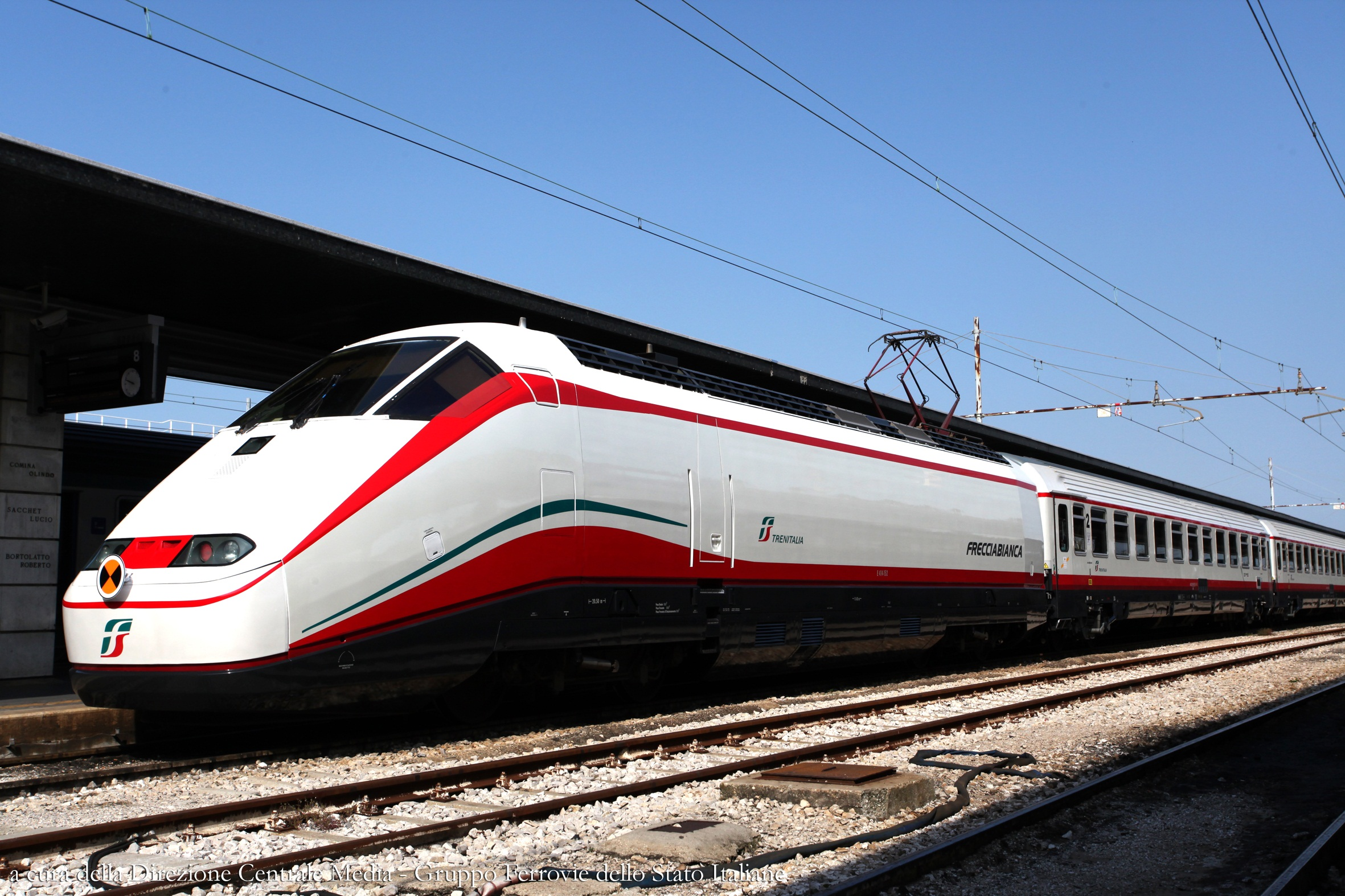
Frecciabianca opera en las líneas principales de Trenitalia. Para en las grandes ciudades.
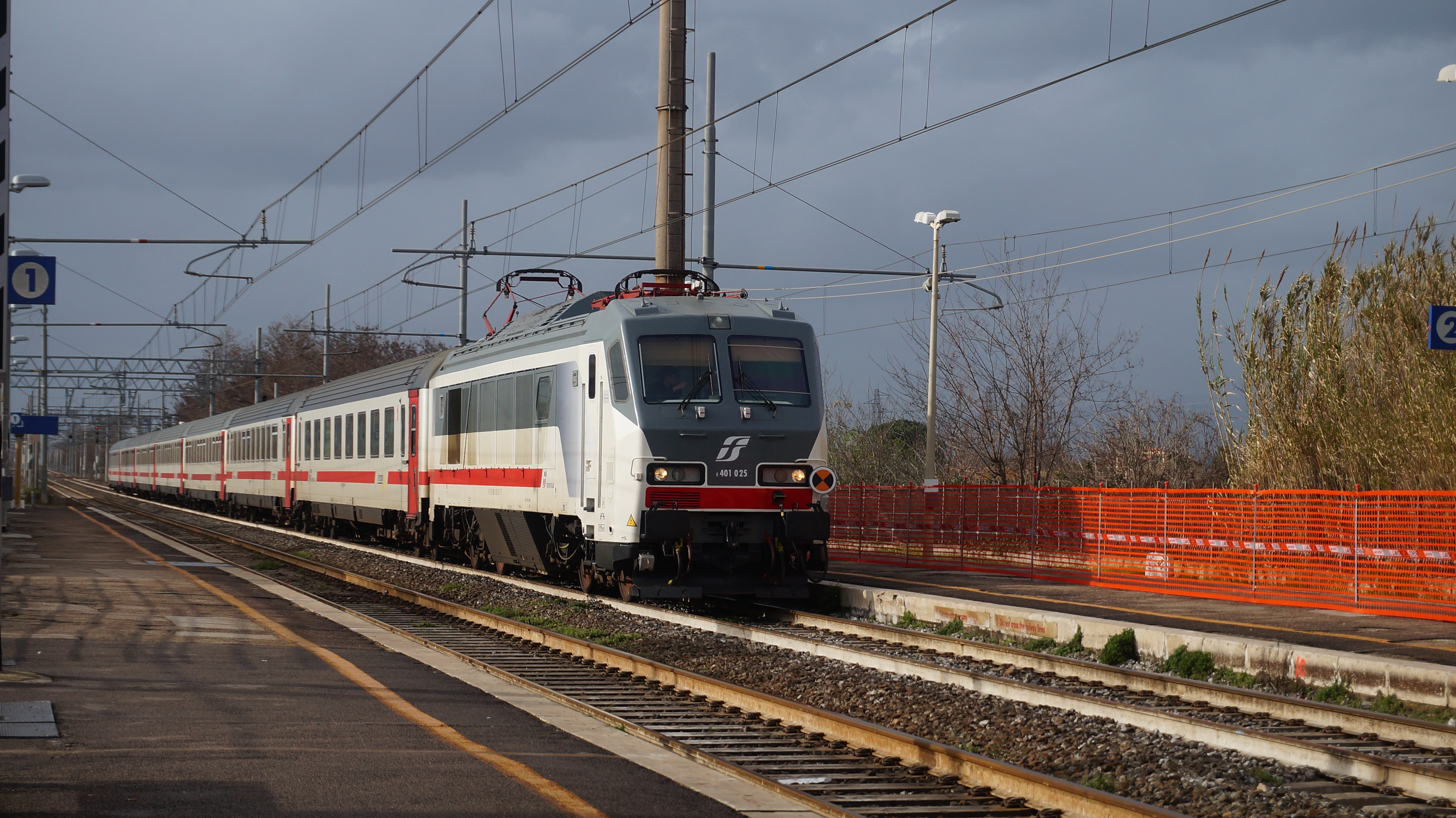
Intercity opera en las líneas principales de Trenitalia. Para en las grandes ciudades.
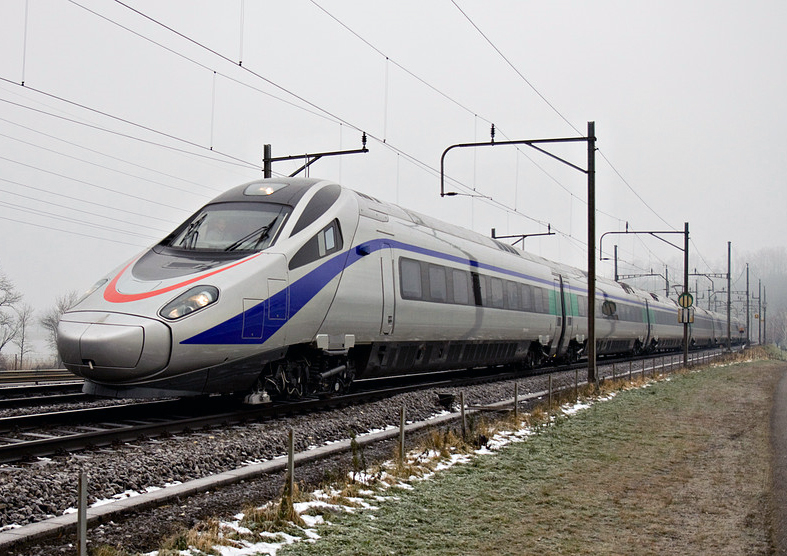
Eurocity, antes Cisalpino, opera en las líneas transeuropeas de alta velocidad principales dentro de la Unión Europea de Trenitalia. Para en las grandes ciudades.
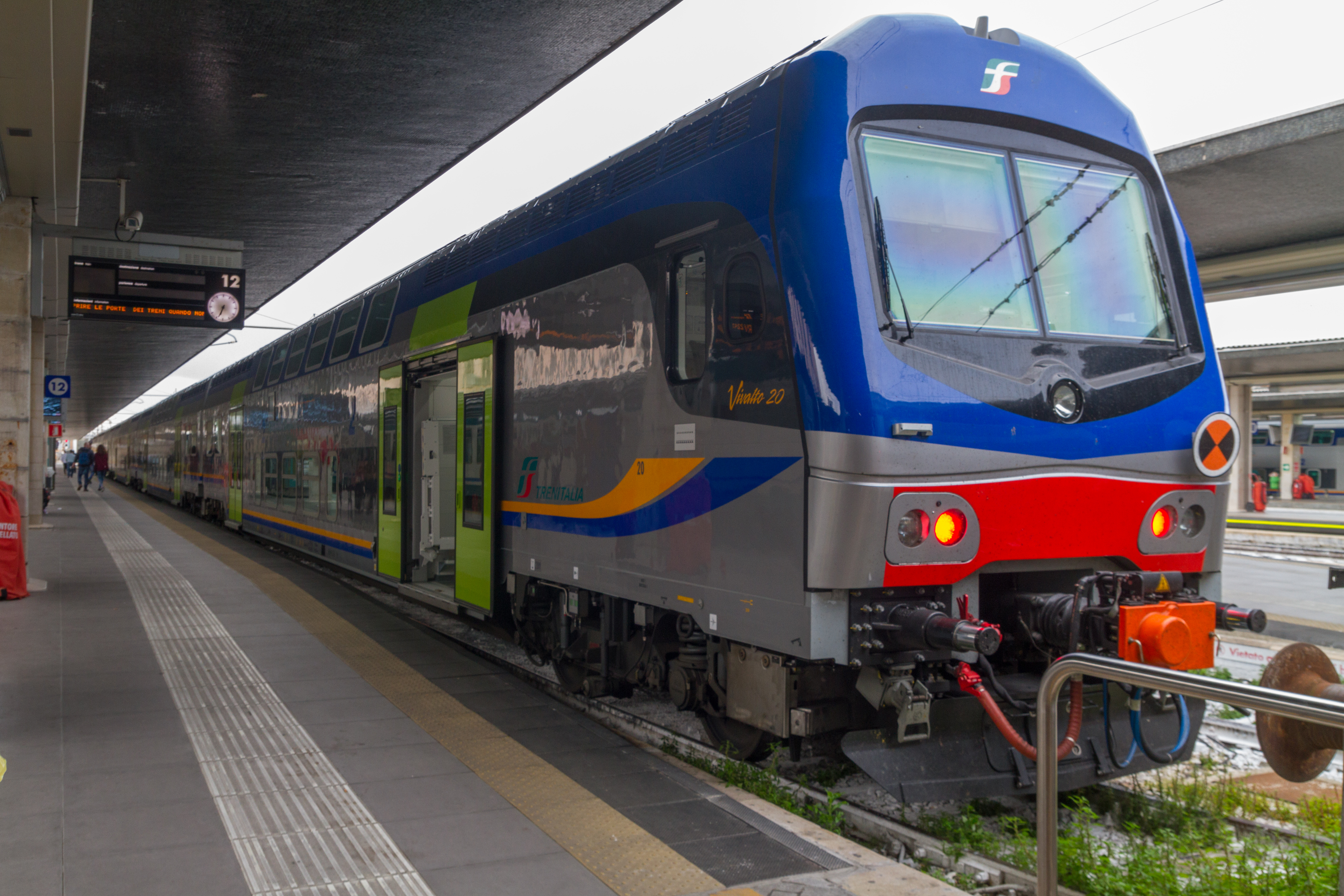
RegionaleVeloce opera en líneas regionales en una región o en regiones adyacentes de Trenitalia. Para en las principales estaciones del servicio local.
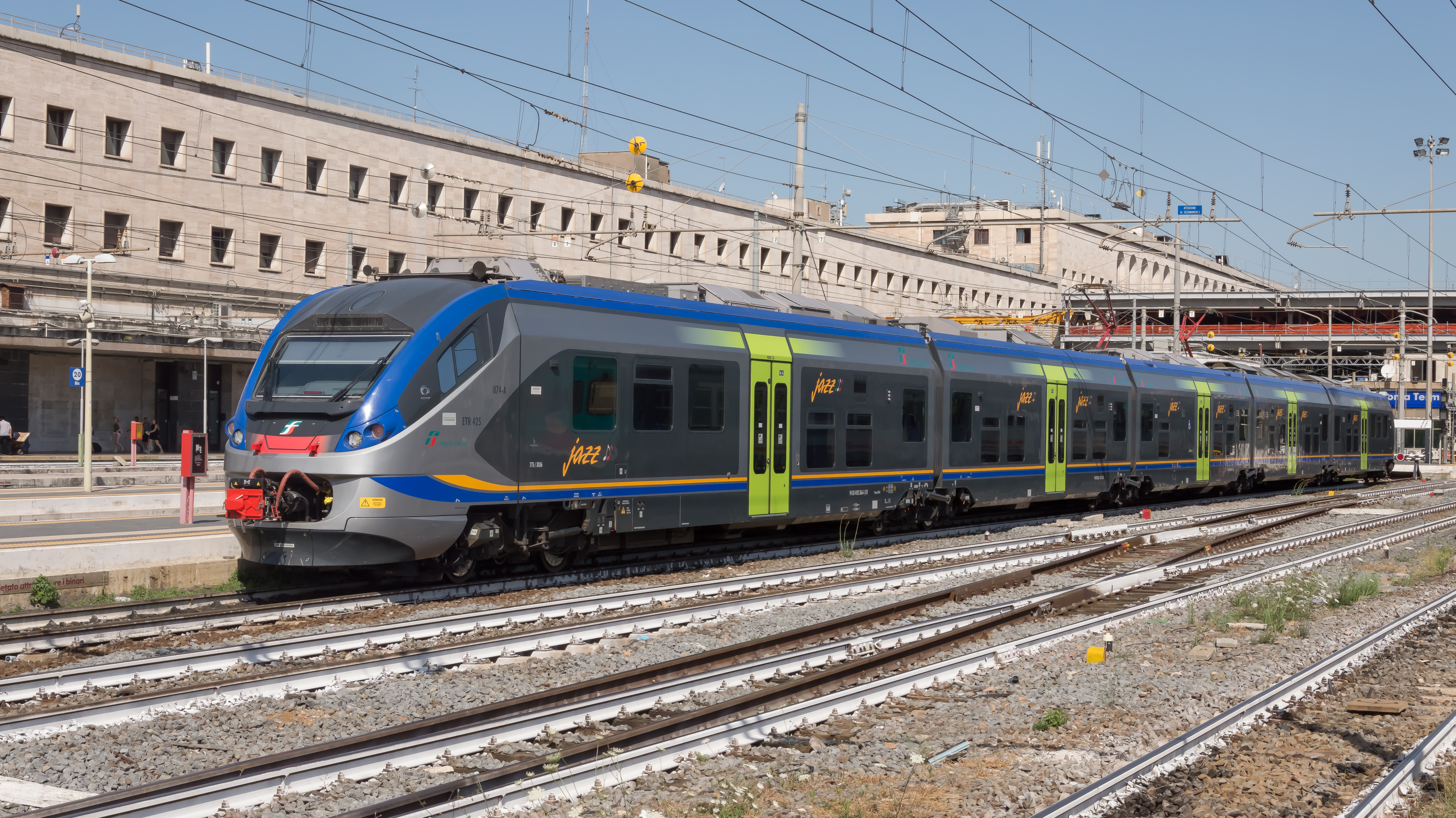
Regionale opera en las líneas regionales de Trenitalia. Para en cada estación del servicio local.
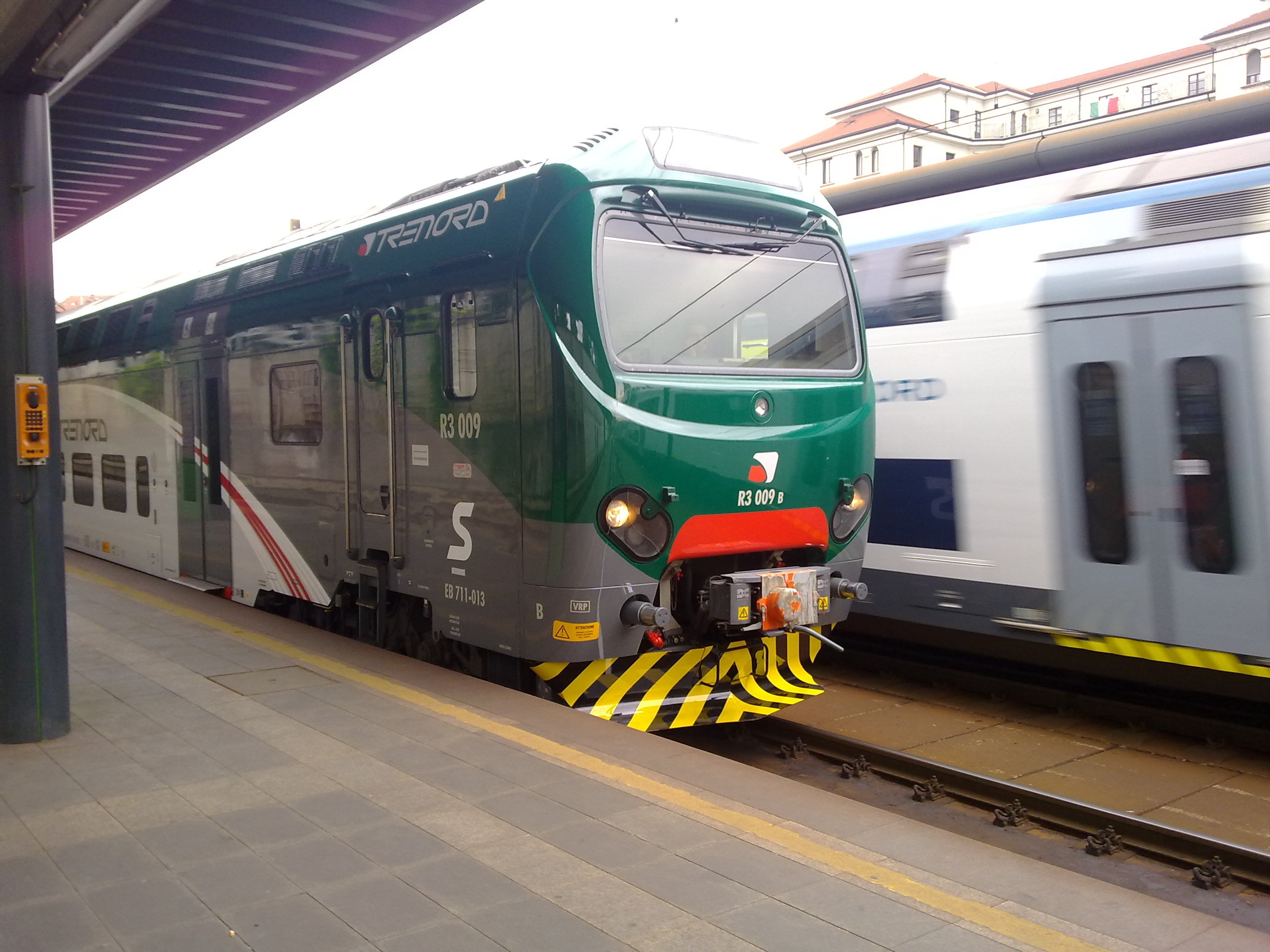
Regio-Express opera en líneas regionales de Trenord. Para en alguna estación del servicio local.
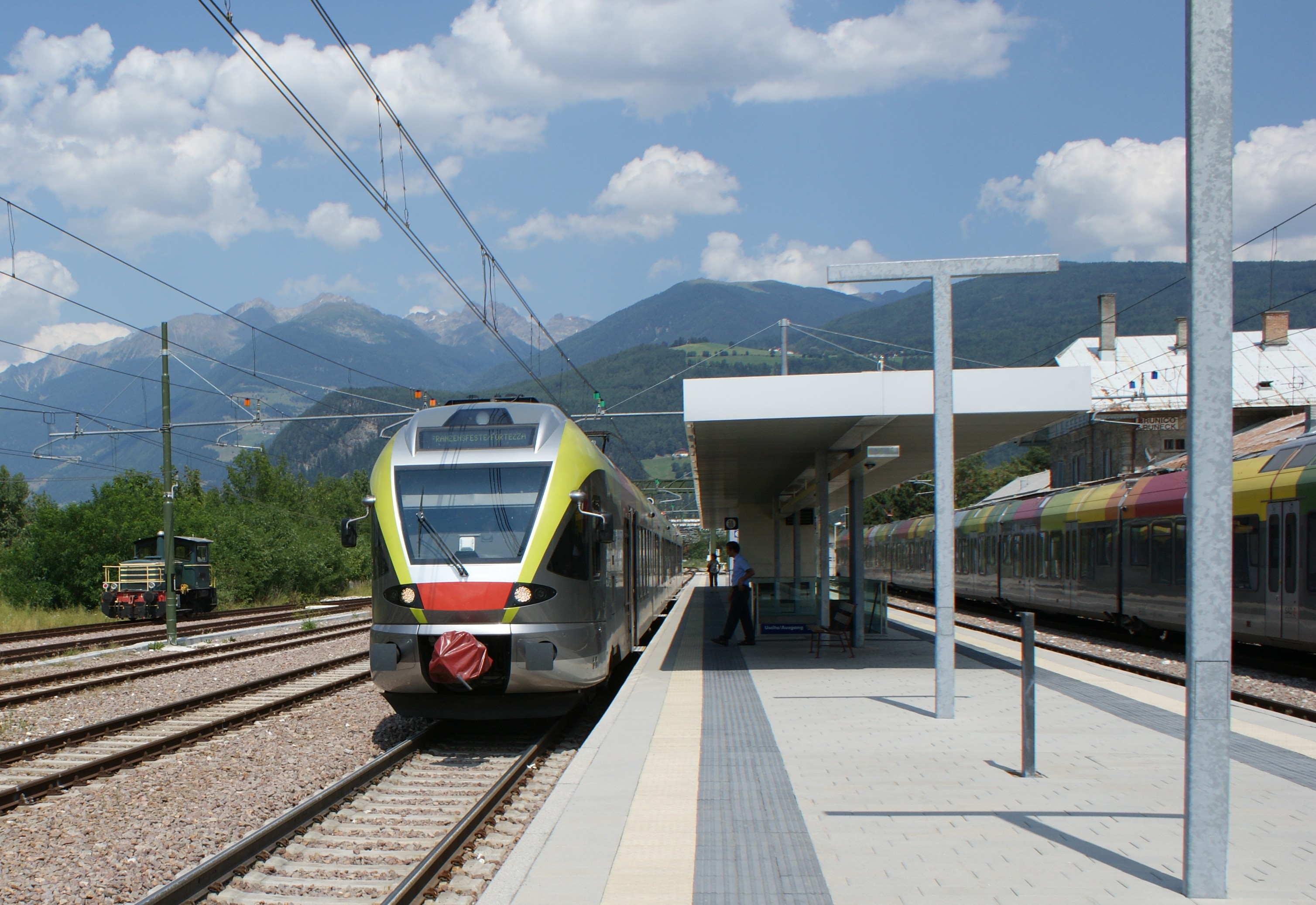
Regionale opera en el Trentino-Alto Adige de SAD.
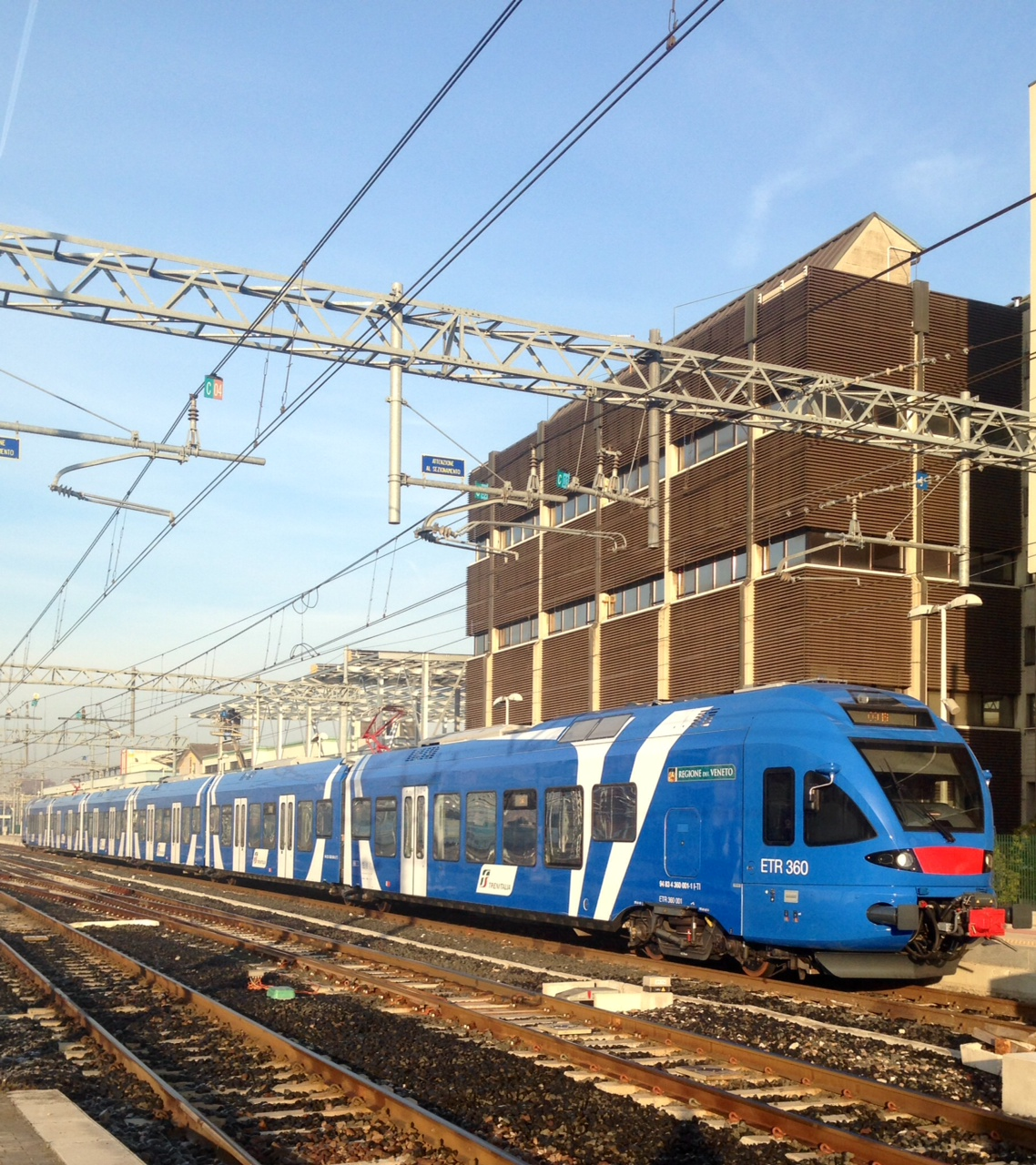
Regionale opera en algunas líneas del Véneto de Sistemi Territoriali (ST).
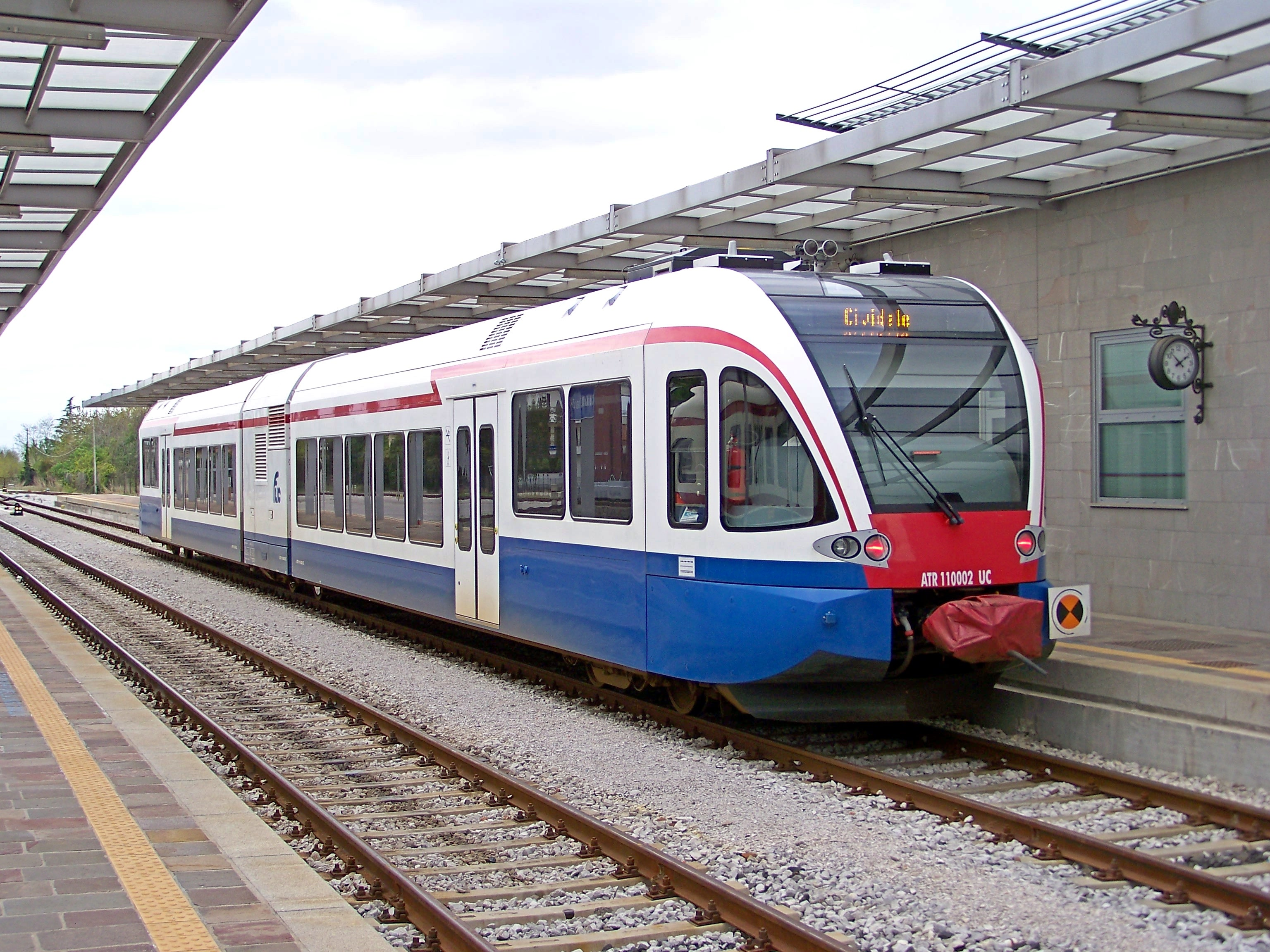
Regionale opera en Friuli-Venecia Julia por la Società Ferrovie Udine-Cividale (FUC).
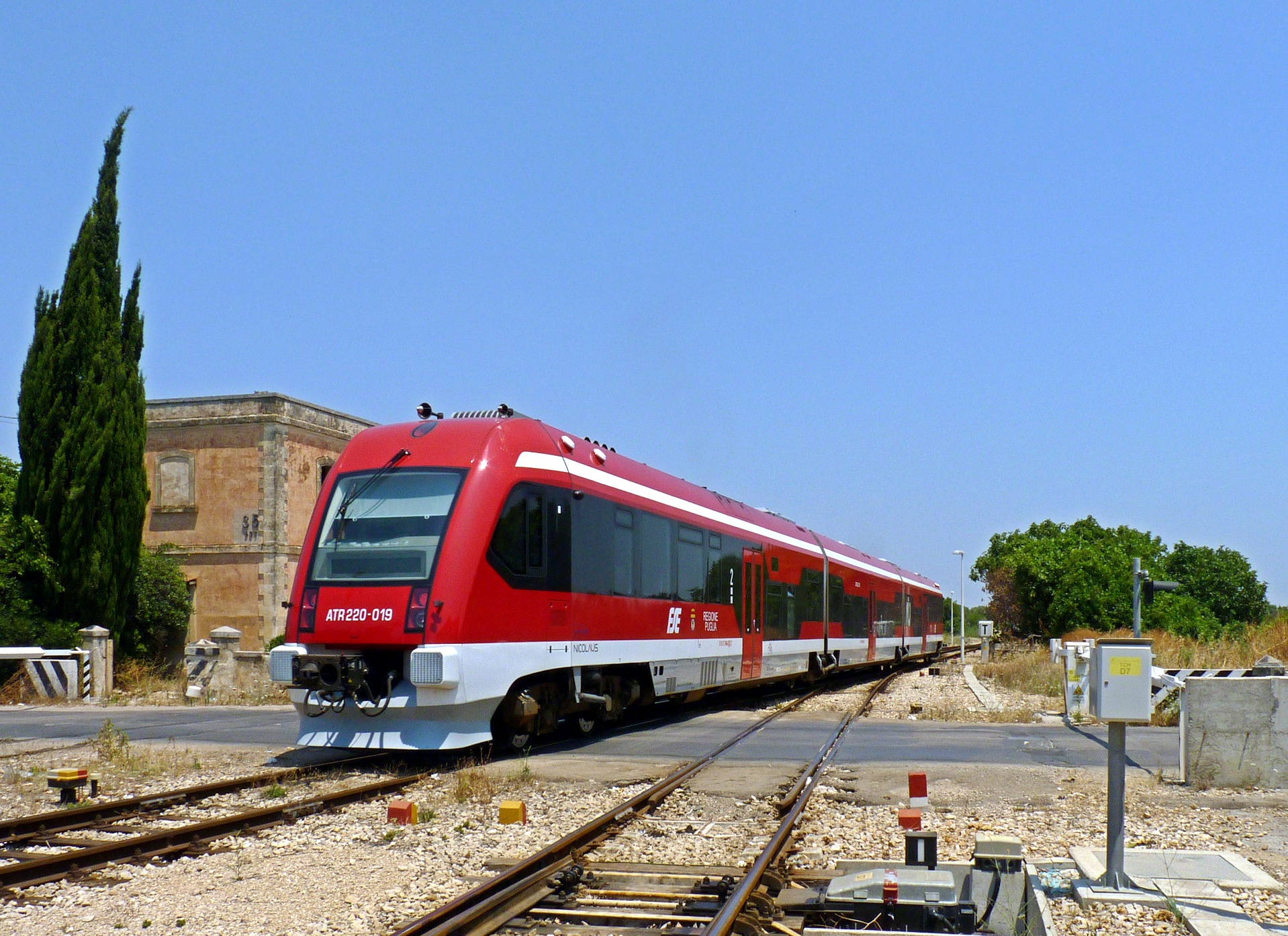
Regionale como opera en Apulia por Ferrovie del Sud Est (FSE).

## Estaciones principales

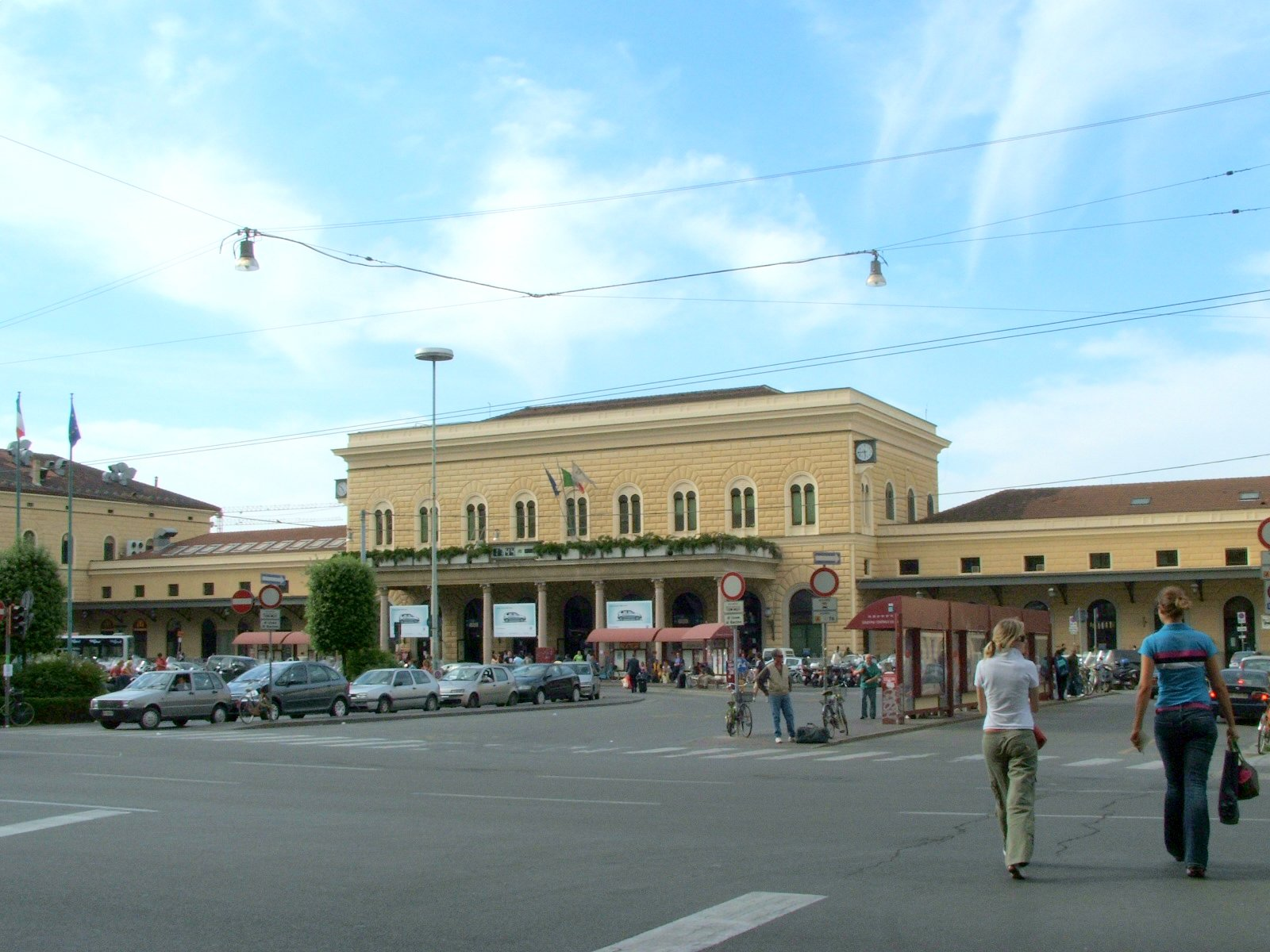
Bolonia Central, Bolonia
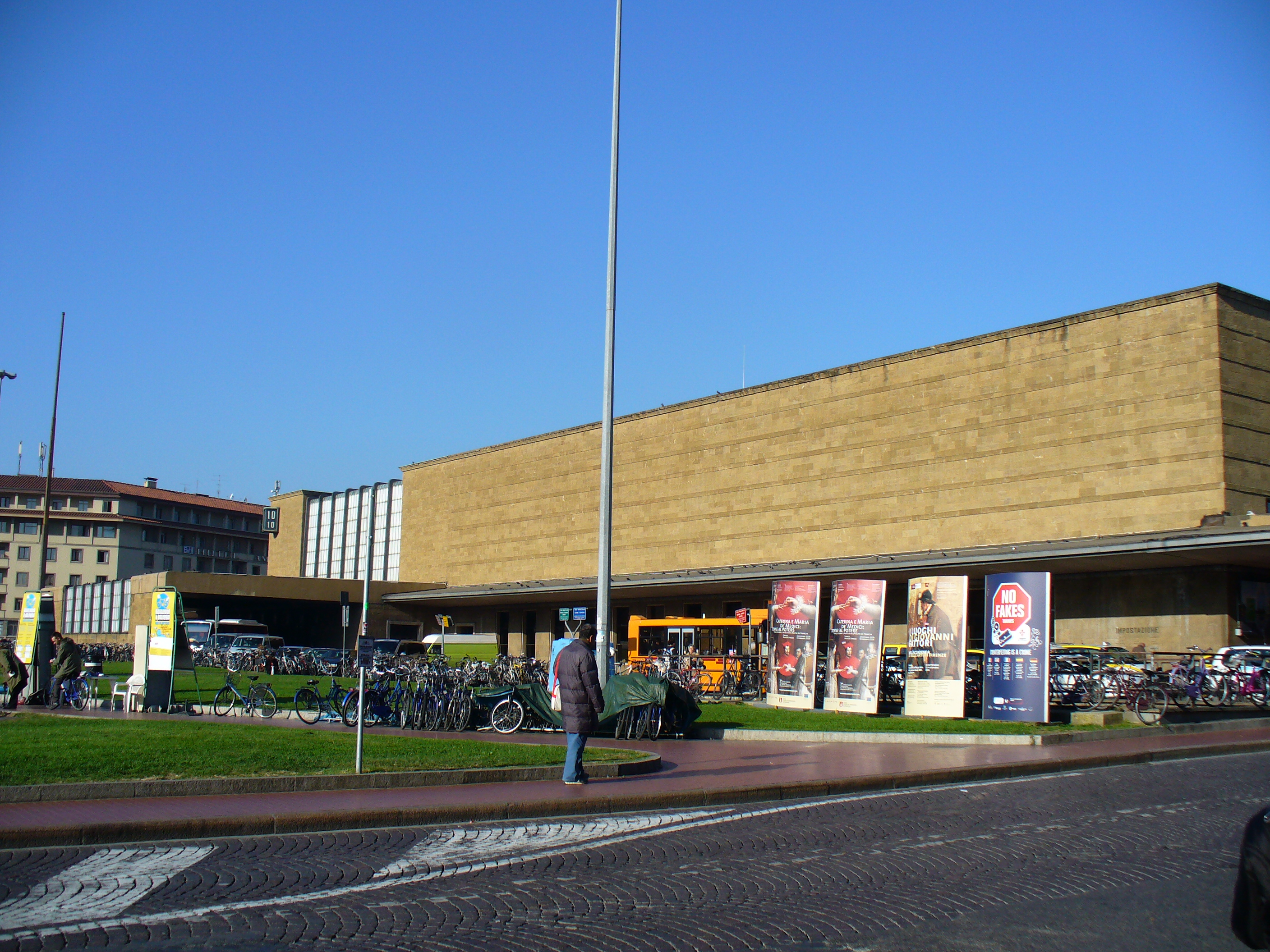
Florencia Santa María Novella, Florencia
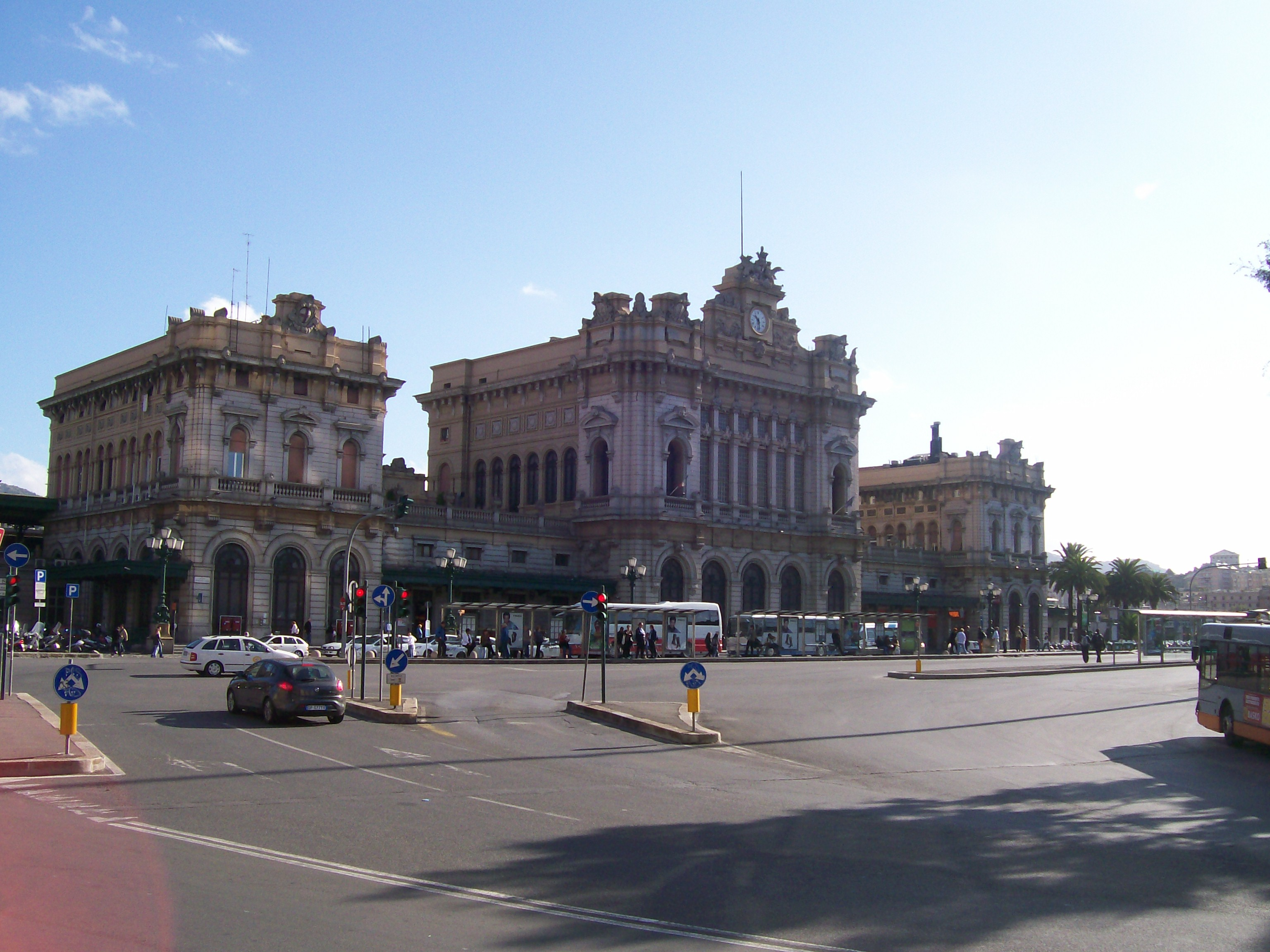
Génova Brignole, Génova
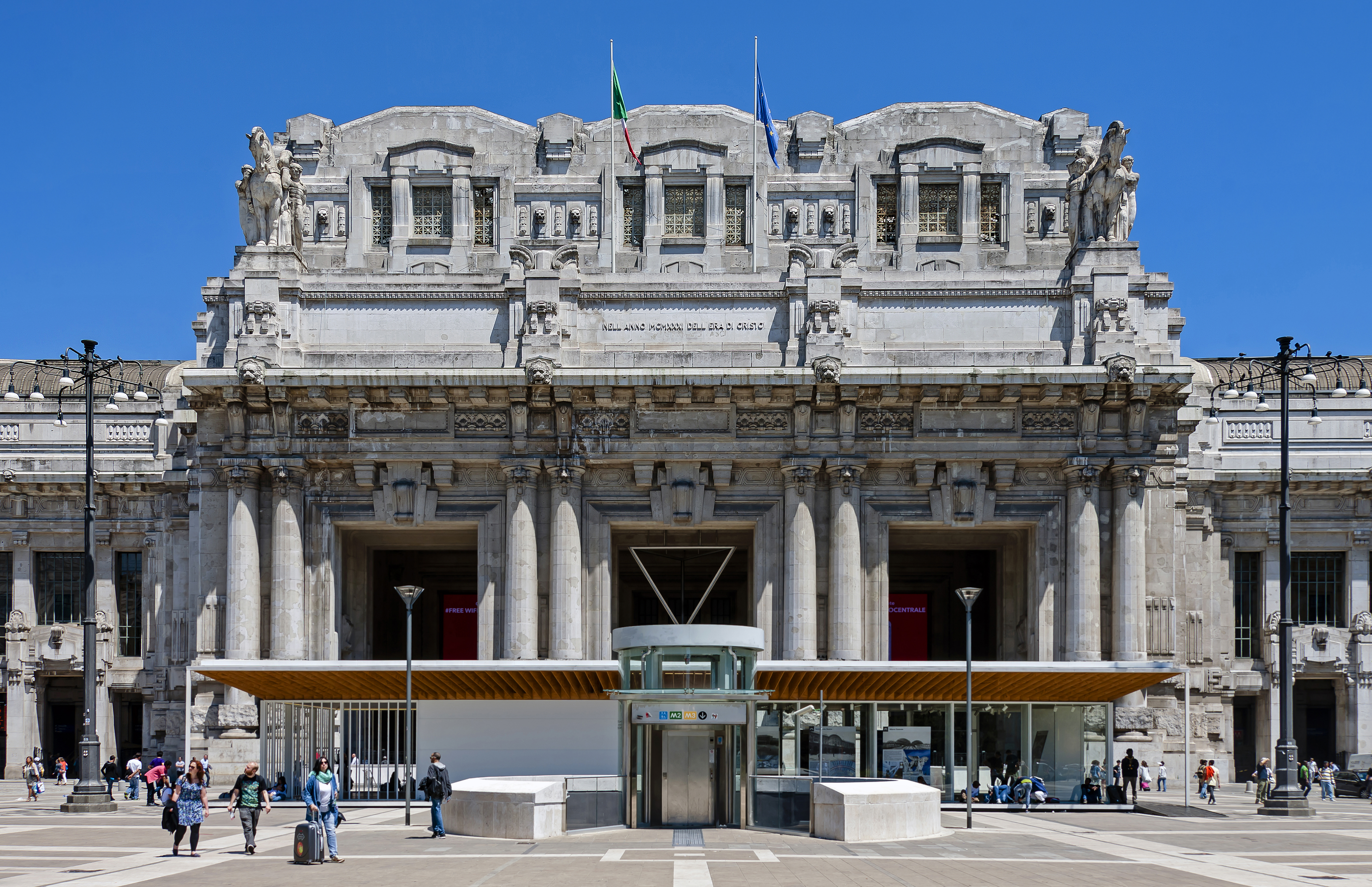
Milán Central, Milán
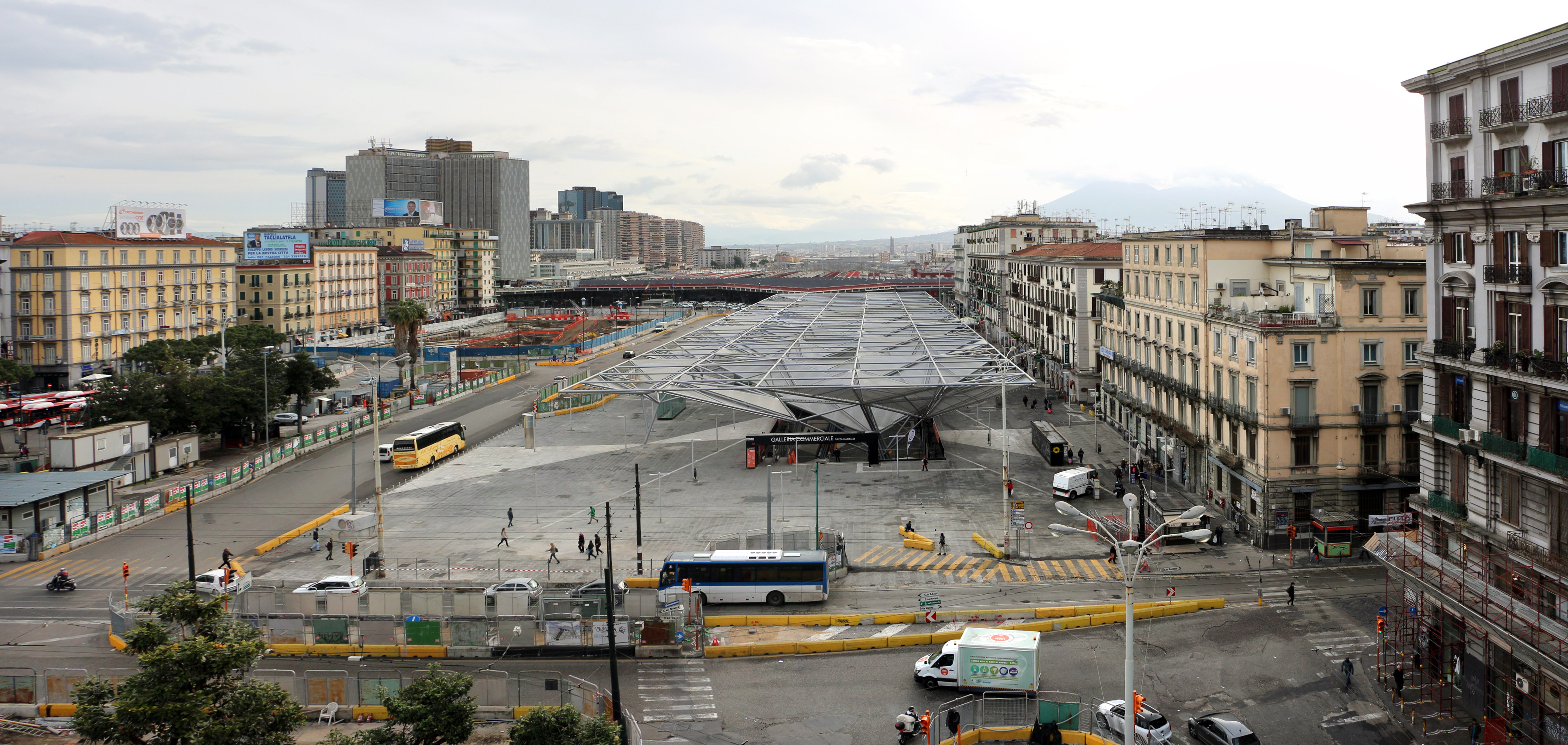
Nápoles Central, Nápoles
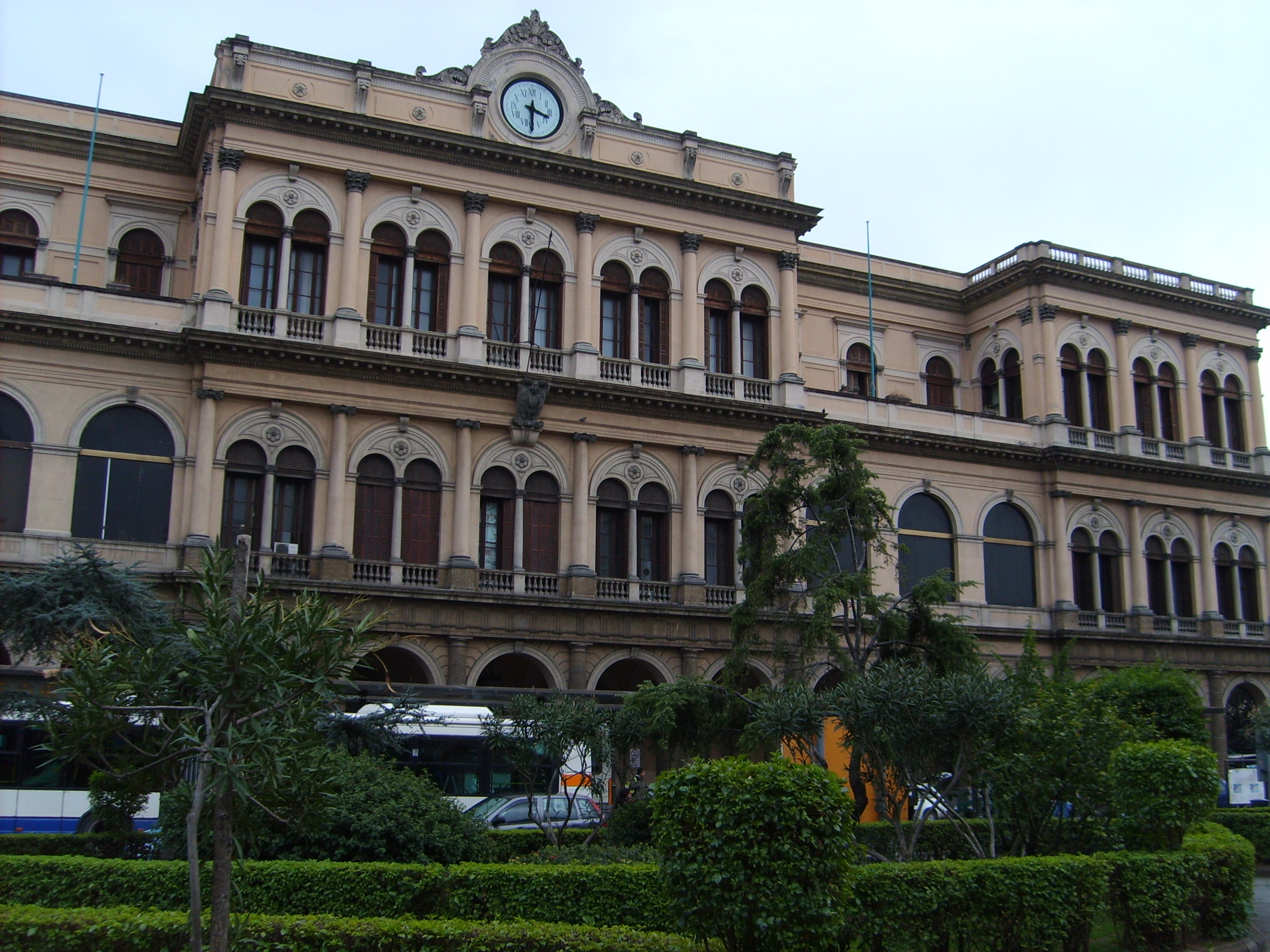
Palermo Central, Palermo
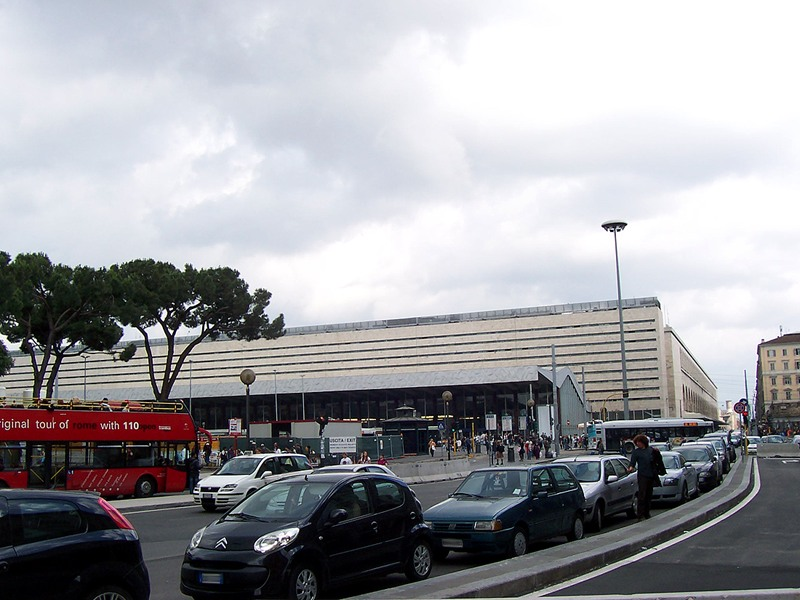
Roma Termini, Roma
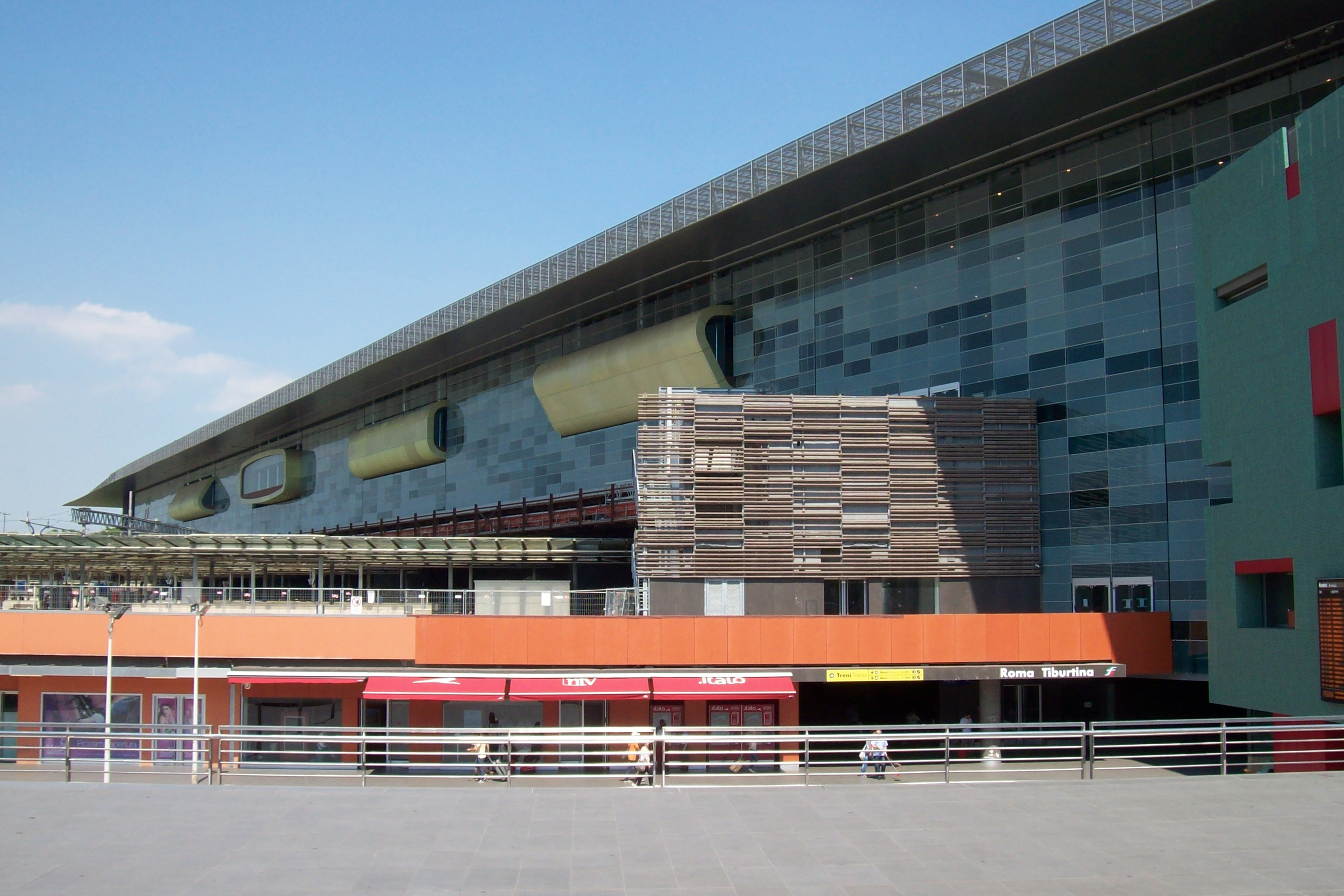
Roma Tiburtina, Roma
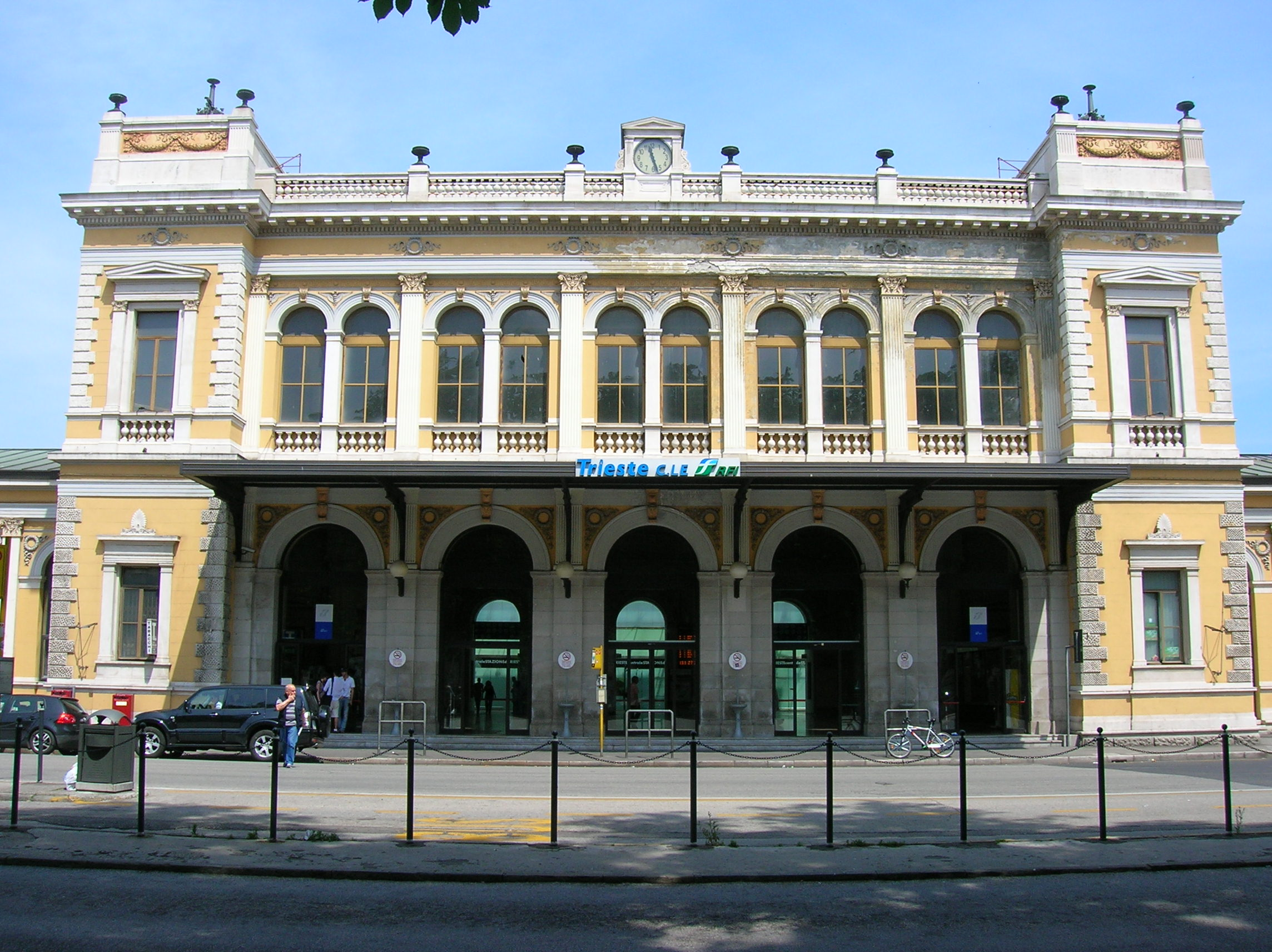
Trieste Central, Trieste
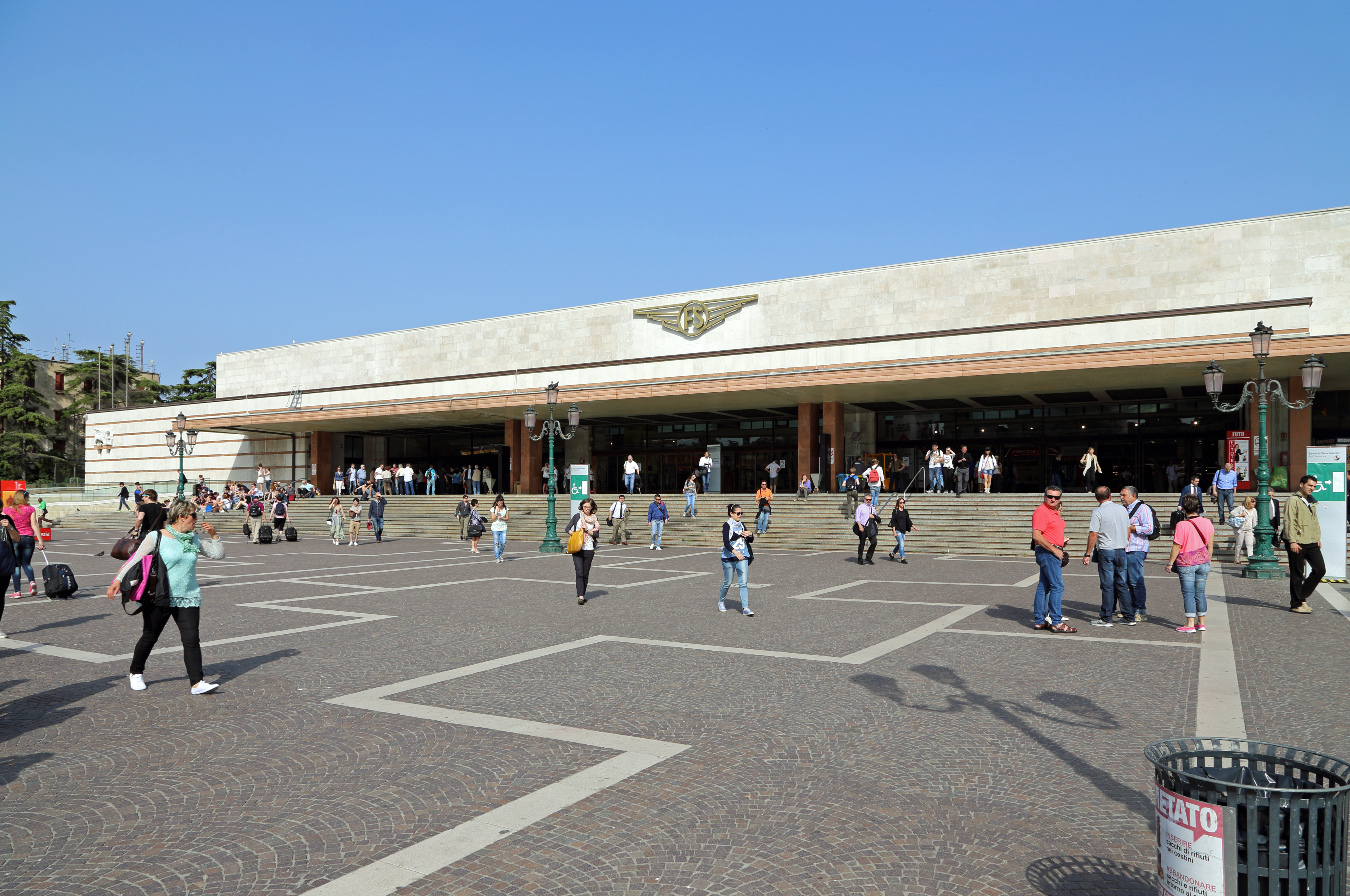
Venecia Santa Lucía, Venecia
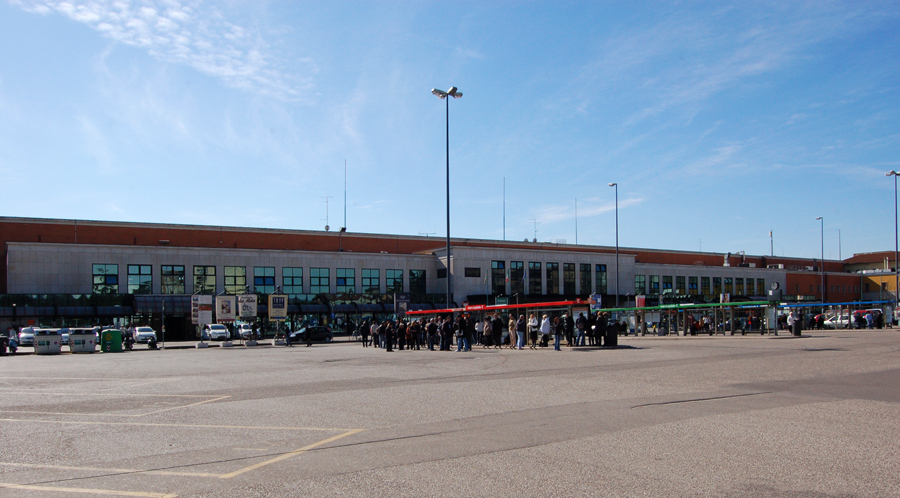
Verona Puerta Nueva, Verona